# هامر اچ۱
هامِر اچ۱، خودروی بیابانی بزرگ محصول شرکت آمریکایی ای‌ام جنرال است. این خودرو از سال ۱۹۹۲ تولید می‌شود و به‌طور گسترده توسط ارتش آمریکا به کار گرفته می‌شود.
مدل‌های سفارش ارتش آمریکا بسته به نوع کاربری سطح بسیار متنوعی از تجهیزات را همراه دارند. برخی از هامرهای به کار گرفته شده در عراق در برابر مین‌ها و بمب‌های دست‌ساز مقاوم‌سازی شده‌اند.
مدل‌های گوناگون این خودرو مجهز به موتور هشت سیلندر با حجم‌های ۷/۵ تا ۶/۶ لیتر می‌باشند از و گیربکس‌های ۳٬۴٬۵ و۶ سرعته بهره می‌برند.
قیمت مدل‌های ۲۰۰۶ این خودرو در بازار ایالات متحده از حدود ۱۲۰۰۰۰ دلار شروع می‌شود.

## نگارخانه

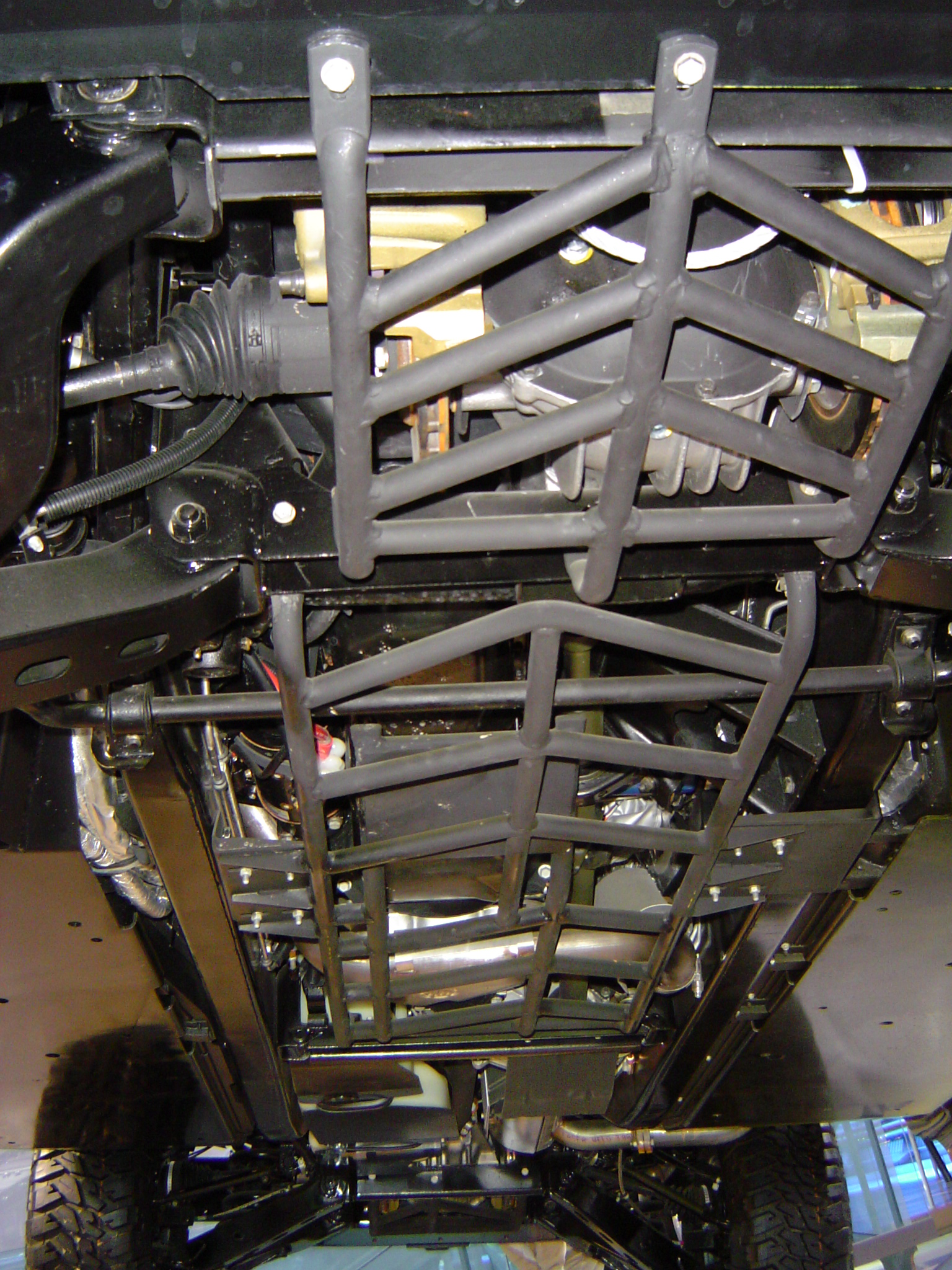
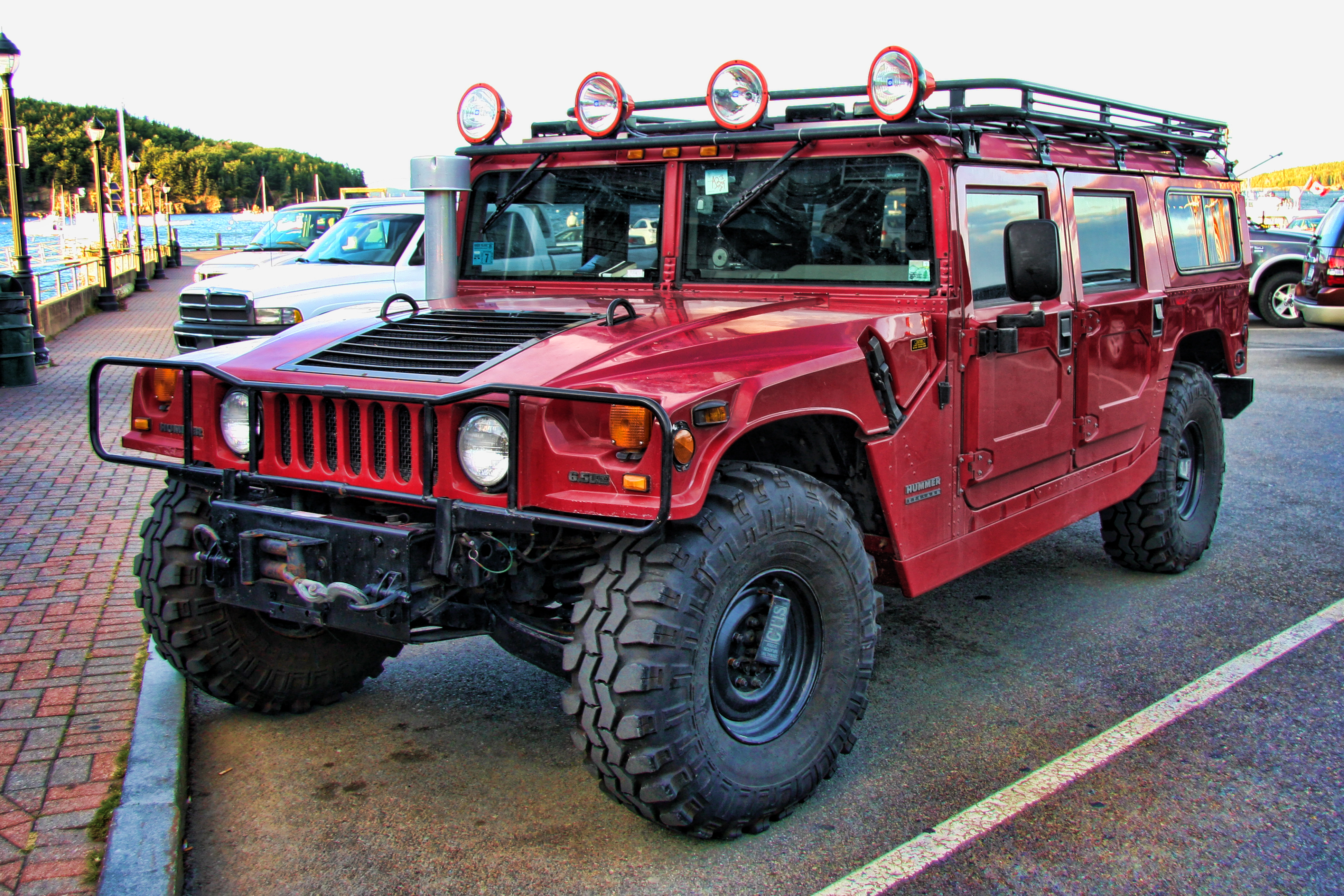
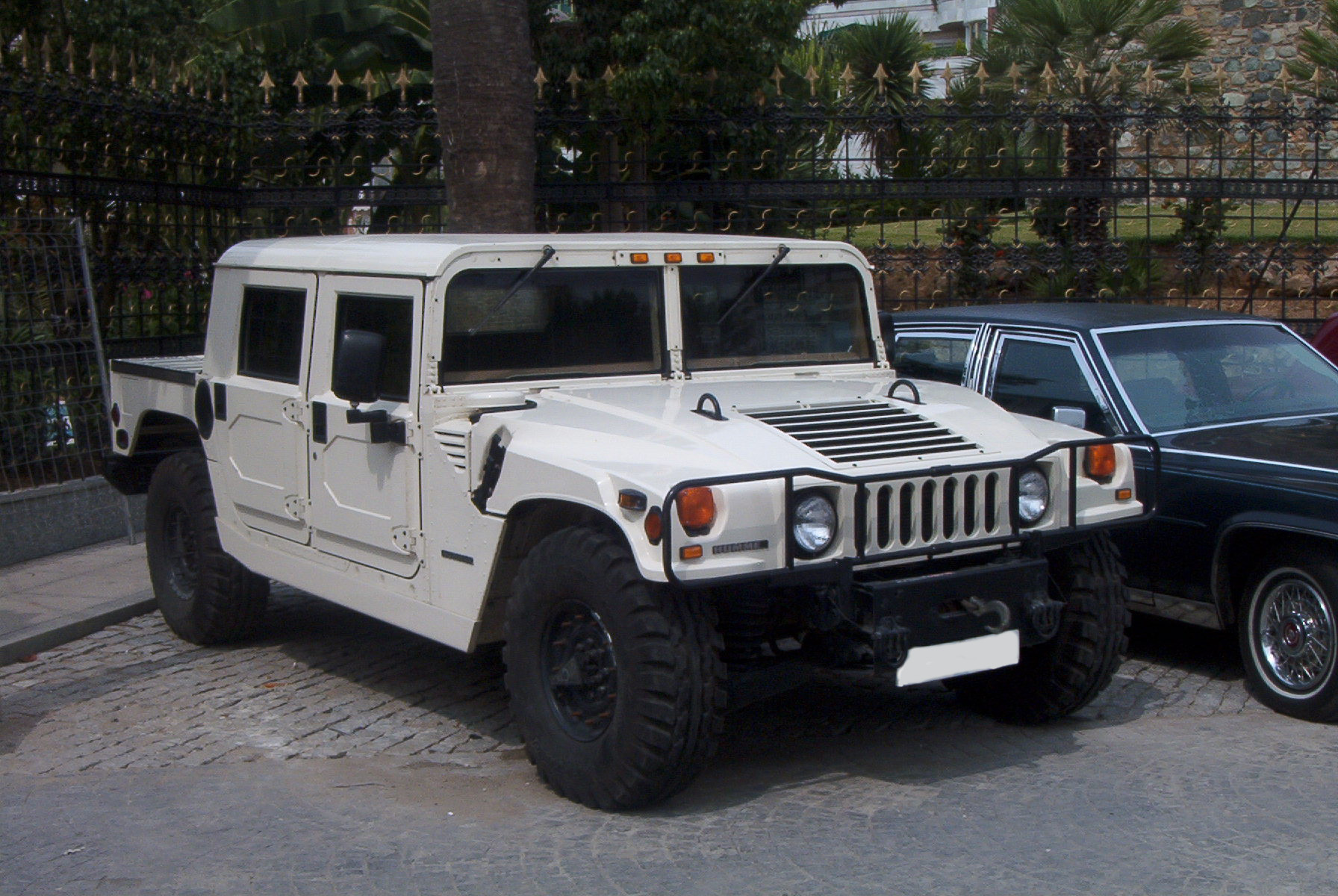
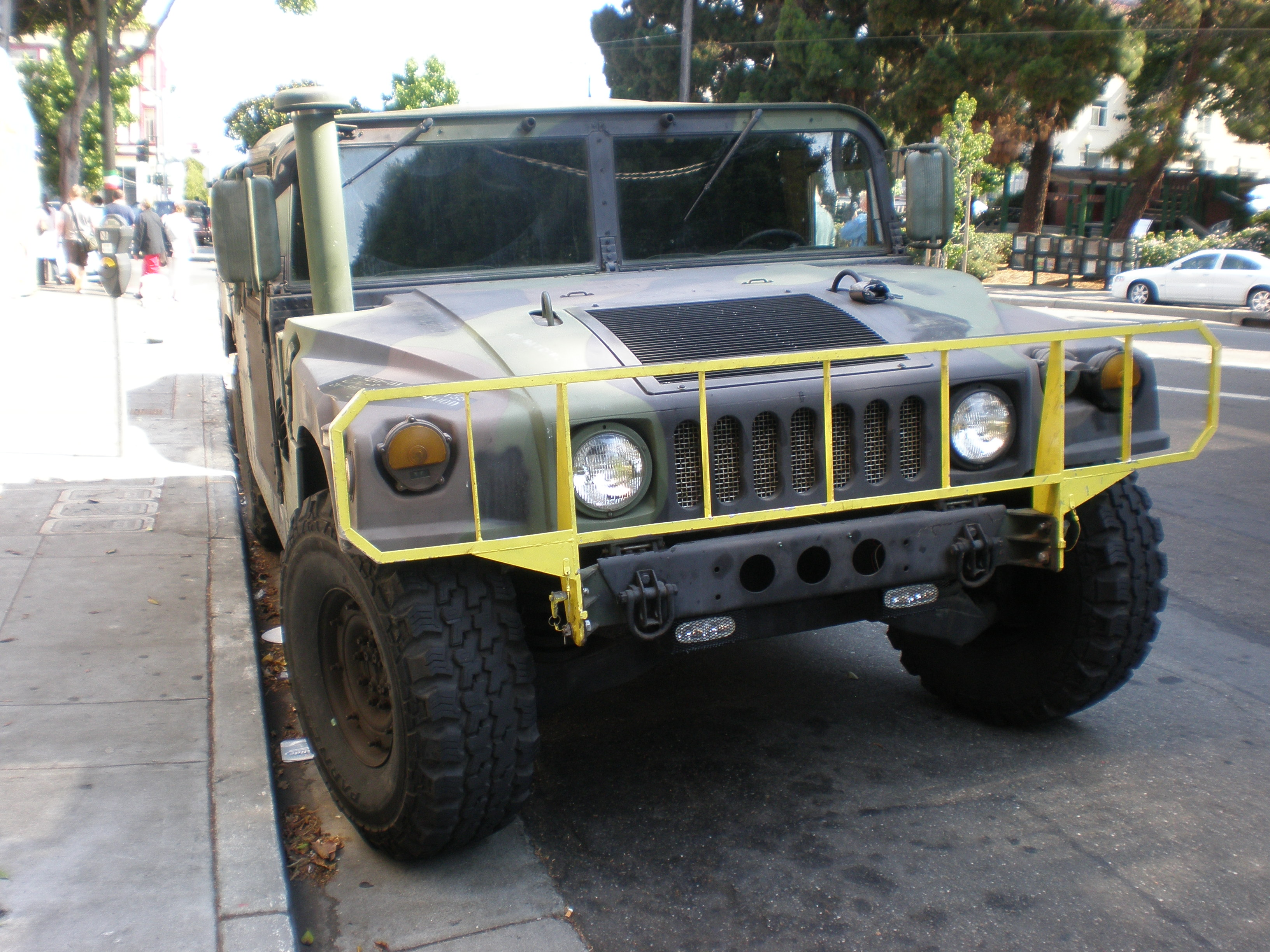
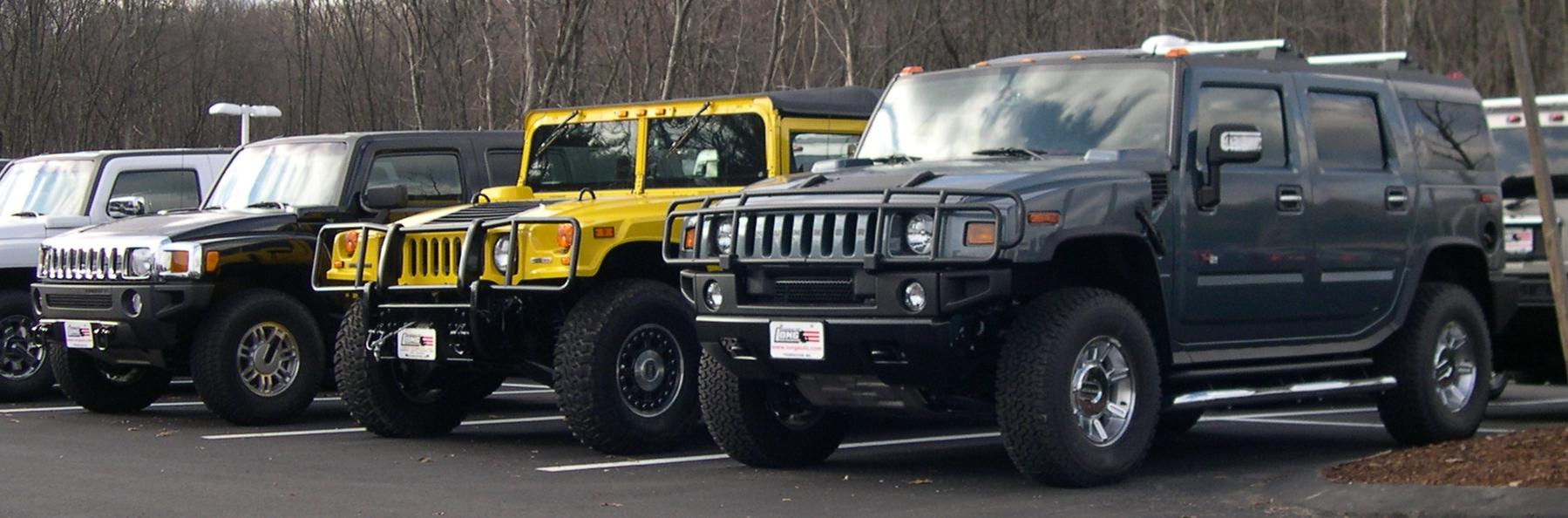